# Tenuiphantes tenebricoloides
Espèce
Synonymes
- Lepthyphantes tenebricoloides Schenkel, 1938

Tenuiphantes tenebricoloides est une espèce d'araignées aranéomorphes de la famille des Linyphiidae.

## Distribution
Cette espèce se rencontre au Portugal à Madère et en Espagne aux îles Canaries.

## Publication originale
- Schenkel, 1938 : Die Arthropodenfauna von Madeira nach den Ergebnissen der Reise von Prof. Dr O. Lundblad, Juli-August 1935. Arkiv för Zoologi, vol. 30, p. 1-42.